# Kuroch (osada)
Kuroch – osada w Polsce położona w województwie wielkopolskim, w powiecie ostrowskim, w gminie Odolanów nad Kurochem. Leży ok. 10 km na zachód od Ostrowa Wielkopolskiego. Osada jest częścią składową sołectwa Nabyszyce.
W latach 1975–1998 w województwie kaliskim, w latach 1932–1975 i od 1999 w powiecie ostrowskim, przed 1932 w powiecie odolanowskim.